# Сошниківська сільська рада
| Сошниківська сільська рада — орган місцевого самоврядування у Бориспільському районі Київської області з адміністративним центром у с. Сошників. Історична дата утворення: в 1943 році. Водоймища на території, підпорядкованій даній раді: Карань. Сільській раді підпорядковані населені пункти: - с. Сошників |

## Склад ради
Рада складається з 16 депутатів та голови.

### Керівний склад ради
| ПІБ                          | Основні відомості                                            | Дата обрання | Дата звільнення |
| ---------------------------- | ------------------------------------------------------------ | ------------ | --------------- |
| Голіяд Олександр Іванович    | Сільський голова, 1958 року народження, освіта, безпартійний | 26.03.2006   | 31.10.2010      |
| Іщенко Олександр Миколайович | Сільський голова, 1973 року народження, освіта вища          | 31.10.2010   |                 |

Примітка: таблиця складена за даними джерела